# Rund um die Liebe
Rund um die Liebe (svenska: Inkognito) är en österrikisk wieneroperett i tre akter med musik av Oscar Straus och med ett libretto av Robert Bodanzky och Friedrich Thelen.

## Historia
Verket hade premiär den 9 november 1914 på Johann Strauß-Theater i Wien och togs emot väl av allmänheten. Det framfördes 380 gånger i rad efter premiären och var kompositörens mest framgångsrika verk efter En valsdröm. Med åren sjönk dock operettens popularitet kraftigt. Den försvann gradvis från repertoaren, vilket också berodde på ett överutbud av sådana verk som mer eller mindre fördrev varandra från teatrarnas repertoar. Idag uppförs Rund um die Liebe knappast mer.
Rund um die Liebe framfördes på Oscarsteatern i Stockholm den 14 januari 1916 med titeln Inkognito.

## Personer
- Florian Bachmayer
- Steffi, hans dotter
- Stella, grevinnan av Hempel-Heringsdorf
- Hans Freiherr von Öttingshausen
- Vinzenz, hans livkusk
- Baron Mucki von Stilleben
- Ferry, en servitör

## Handling
Stella von Hempel-Heringsdorf är bortförlovad av sina föräldrar till baron Hans von Öttingshausen, som är totalt okänd för henne. Hon bestämmer sig för att lära känna sin framtida gemål inkognito, utklädd till blomsterflicka. Om hon inte gillar det hon ser har hon redan tagit fram en plan B: då gifter hon sig med baron Mucki von Stilleben. Samtidigt bestämmer den utsedda mannen Hans, som redan har underkastat sig sitt öde och gått med på att gifta sig med Stella, att fira sitt svensexa och uppleva en sista kärleksaffär före äktenskapet. Detta bör dock också göras inkognito. Därför byter han helt enkelt identiteter med sin livkusk Vinzenz. I sina respektive förklädnader möter de två sedan Stella och Steffi Bachmayer utklädda till blomsterflickor. Rätt par kan sedan hitta varandra tillsammans i sin förklädnad. Ingenting förändras i det, förutom när de avslöjar varandra. Den planerade förbindelsen mellan Hans och Stella äger rum. Samtidigt hittar Vinzenz och Steffi varandra som ett par.